# Escopeta recortada

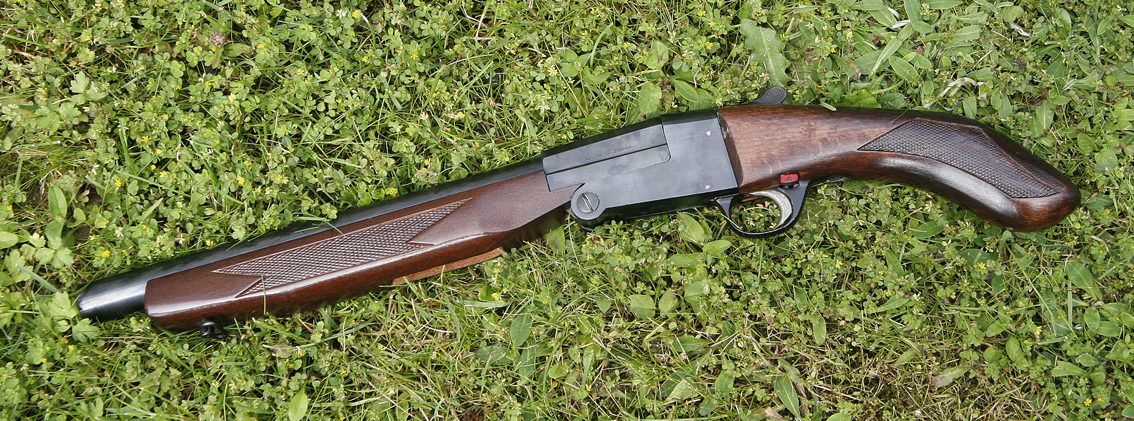
Una escopeta recortada con cañón basculante, conocida como lupara en Italia.

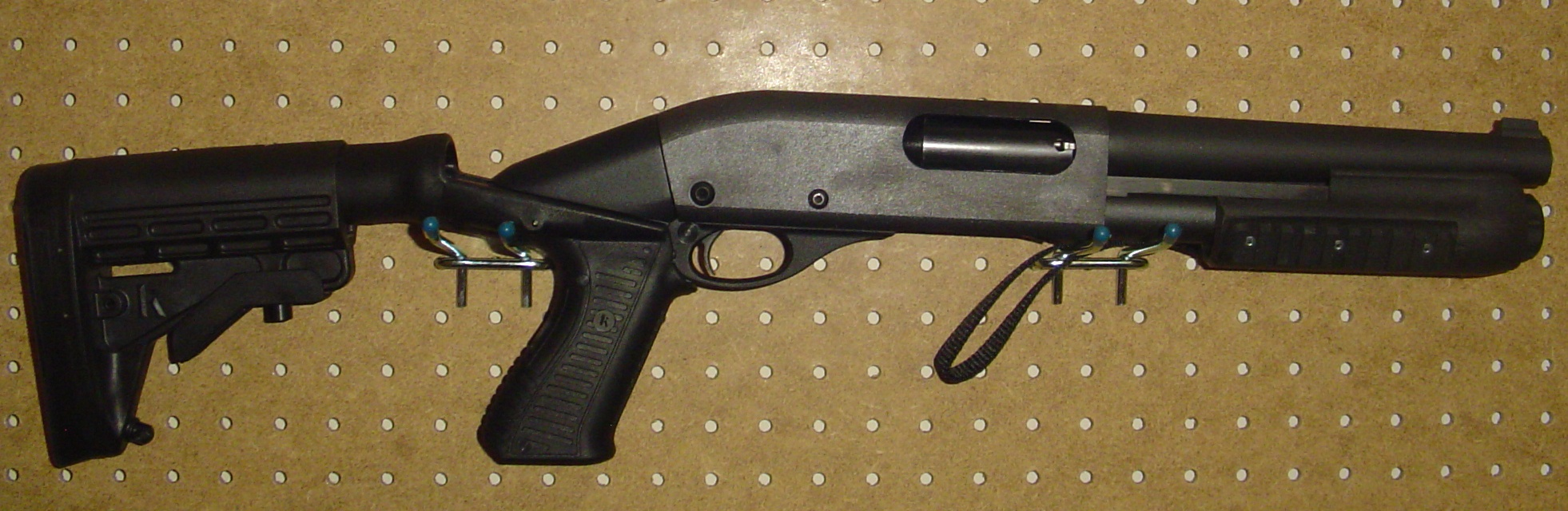
Una escopeta de corredera recortada, con un cañón de 8,5 pulgadas y depósito tubular acortado.

La escopeta recortada, changón (en Colombia) o pajiza (en Venezuela) es un tipo de escopeta con un cañón más corto y, en la mayoría de casos, la culata acortada o eliminada.
Las escopetas recortadas están sujetas a varias restricciones legales según cada país o jurisdicción. En la década de 1930, en Estados Unidos, Reino Unido y Canadá se legisló que es necesario un permiso especial para poseer este tipo de armas. No siempre han sido herramientas de criminales, estas armas fueron y siguen siendo empleadas por Fuerzas Armadas y agencias policiales en todo el mundo.

## Descripción
En comparación con una escopeta estándar, la escopeta recortada tiene un alcance efectivo más corto debido a la baja velocidad de boca y mayor dispersión de los perdigones. Su reducido tamaño la hace más sencilla de maniobrar y ocultar. Un arma tan poderosa y compacta es especialmente útil en espacios reducidos, siendo empleada por tripulantes de vehículos blindados y miembros de las fuerzas especiales. Para que las escopetas no sean fácilmente ocultables, muchos países imponen una longitud legal mínima para los cañones de estas. La mayoría de los fabricantes de armas de los Estados Unidos no venden escopetas recortadas al público, aunque existen empresas que legalmente pueden convertir la mayoría de los modelos de escopetas en este tipo de armas tras el pago de un impuesto federal de 200 o 5 dólares por transferencia de propietario.
Como su nombre lo indica, la escopeta recortada es habitualmente producida mediante la modificación artesanal de una escopeta estándar. En los países donde las pistolas y su munición aferente son escasas debido a restricciones legales o precios altos, se sabe que los criminales transforman armas de caza legales o robadas en armas ocultables. Para las organizaciones criminales, la disponibilidad de munición para cacería (obtenida legalmente o no) es otra ventaja de las escopetas recortadas. Sin embargo, esta práctica no se limita a los países en donde las pistolas son difíciles de obtener. Las escopetas recortadas se pueden fabricar por diversos motivos, como la reputación que han obtenido mediante su empleo en películas de acción.
El nombre de escopeta recortada se aplica generalmente a las armas ilegales que fueron literalmente creadas mediante el corte del cañón de una escopeta común. El recortado tiene un efecto mucho más drástico cuando se efectúa en escopetas de dos cañones o de un solo cañón, debido a que este puede recortarse a cualquier longitud. Las escopetas de corredera o semiautomáticas tienen un depósito tubular bajo el cañón, lo cual limita el corte del cañón a la longitud del depósito (aunque este también puede ser acortado, con la consecuente reducción en la capacidad de cartuchos). A las escopetas alimentadas mediante cargadores no se les reduce la cantidad de cartuchos cuando son recortadas, pero estas son menos comunes que aquellas con depósitos tubulares. Las escopetas fabricadas con cañones más cortos que la longitud legal mínima, a pesar de no ser escopetas recortadas, por lo general entran en la misma categoría que las escopetas modificadas ilegalmente.

## Restricciones legales

### Australia
A una escopeta no se le puede acortar el cañón, ya que esto modificaría su categoría de clasificación legal. Cualquier modificación a la longitud del cañón deberá ser aprobada por el Comisionado Jefe de Policía del respectivo estado.

### Canadá
Las escopetas de cañón corto accionadas manualmente (no-semiautomáticas) no están prohibidas mientras el cañón conserve su longitud original. No hay longitud legal mínima para los cañones de escopeta mientras estos sean mayores de 26 pulgadas, por lo que en Canadá se encuentran disponibles escopetas con cañones de 8,5 pulgadas de longitud. Pero si a una escopeta con un cañón de 18 pulgadas de largo o más se le reduce la longitud de este por debajo de 18 pulgadas mediante corte o cambio de cañón (por cualquier persona que no sea un fabricante de armas autorizado), la escopeta pasa a ser un arma prohibida.

### España
En España, el uso de las armas de fuego largas con cañones recortados está condicionado: sólo puede ser empleado por funcionarios especialmente habilitados.

### Estados Unidos
Según el Acta Nacional sobre Armas de Fuego, es ilegal que un ciudadano posea una escopeta recortada moderna que emplee cartuchos con pólvora sin humo (con un cañón de una longitud por debajo de 18 pulgadas y una longitud total por debajo de 26 pulgadas) sin un permiso timbrado de la Agencia de Alcohol, Tabaco, Armas de Fuego y Explosivos, que necesita una extensa revisión de registros penales y una tarifa de 200 dólares por cada transferencia. Al contrario de las escopetas de cañón corto de avancarga, que no son ilegales según la ley federal y no necesitan permiso timbrado, pero pueden ser ilegales según las leyes de cada estado. Al igual que todas las armas controladas por el Acta Nacional sobre Armas de Fuego, se debe pagar un nuevo impuesto de timbre antes de cada transferencia. Los fideicomisos de armas se han convertido en un medio cada vez más popular de registrar escopetas de cañón corto en la AATAFE. Las transferencias inter-estatales deben efectuarse a través de un comerciante poseedor de la Licencia Federal de Armas de Fuego Clase III, mientras que las transferencias intra-estatales pueden efectuarse entre dos personas.
Se pueden aplicar restricciones adicionales en varias otras áreas. Las leyes estatales y locales pueden prohibir completamente la posesión de escopetas con cañón corto a los civiles (aunque estas restricciones no se aplican a las Fuerzas Armadas y departamentos policiales). Además, algunos tipos de armas de fuego que podrían considerarse dentro de la categoría Escopeta con Cañón Corto (ECC), no son legalmente consideradas ECC. Una escopeta es definida legalmente como un arma de fuego que se apoya en el hombro y dispara perdigones. Escopetas y cajones de mecanismos de escopetas que nunca tuvieron instalados una culata de cualquier tipo no son escopetas, ya que no pueden apoyarse en el hombro. Por lo tanto el cortar el cañón a una longitud por debajo de 18 pulgadas y una longitud total por debajo de 26 pulgadas no podrá crear una ECC, ya que el arma nunca fue una escopeta. La Agencia de Alcohol, Tabaco, Armas de Fuego y Explosivos identifica a estas armas como pistolas con cañón de ánima lisa y las incluye en la categoría Cualquier Otra Arma (COA). Al contrario de una ECC, una COA solo tiene un impuesto de 5 dólares y puede ser transportada entre distintos estados sin necesidad de aprobación federal. Sin embargo, para conservar su estatuto de COA, por lo general no debe tener una culata (haciéndola una ECC) o un cañón con ánima rayada (haciéndola un Aparato Destructivo (AD); una pistola con un calibre mayor a 12,7 mm). Las armas de la categoría ECC y AD precisan un impuesto de transferencia de 200 dólares y aprobación federal previa para su transporte entre estados.   

### Reino Unido
Una escopeta recortada a una longitud tal que el cañón mide menos de 30 cm o cuya longitud total es menor a 60 cm, es considerada una 'escopeta de cañón corto' y por lo tanto es un arma prohibida.

## Empleo policial y militar
Las restricciones de longitud mínima y longitud del cañón solamente se aplican a las armas civiles. Las Fuerzas Armadas y los departamentos policiales pueden emplear escopetas con cañones cortos, por lo que los principales fabricantes ofrecen modelos especiales con cañones de longitudes situadas entre los 25 y 36 cm (10 y 14 pulgadas) como "escopetas antidisturbios" o "escopetas de combate" para ser empleadas en zonas con espacio restringido. Estos modelos son generalmente llamados "escopetas de entrada" debido a que son empleados para entrar en edificios, donde el tamaño reducido y la facilidad de maniobra son más importantes que la capacidad de cartuchos de una escopeta más larga. Las escopetas muy cortas también pueden emplearse para forzar puertas con cartuchos especiales, los cuales están cargados con una masa de polvo metálico y cera, aunque un cartucho cargado con postas o perdigones también sirve para el mismo propósito. Para forzar una puerta, la escopeta debe situarse cerca de la cerradura a una distancia de 0-5 cm (0-2 pulgadas) y dispararse hacia abajo en un ángulo de 45 grados entre la cerradura y el marco de la puerta. Tras penetrar la puerta, los fragmentos de masa se dispersan rápidamente y al ser disparados hacia abajo, se reduce el riesgo de herir a quienes se encuentran al otro lado de la puerta forzada. Las escopetas de entrada empleadas por la policía y las Fuerzas Armadas pueden tener cañones tan cortos como de 25 cm (10 pulgadas), muchas veces teniendo un pistolete en lugar de una culata completa. Algunos modelos emplean una extensión especial en forma de taza sobre la boca del cañón, para reducir aún más el riesgo de heridas causadas por esquirlas al tirador. Ya que solamente se disparan un par de cartuchos, cualquier escopeta con capacidad de tres cartuchos puede ser recortada y empleada como una escopeta de entrada.        

## Longitud del cañón y dispersión de los perdigones
El acortamiento de la longitud del cañón de una escopeta no afecta significativamente el patrón de dispersión de los perdigones, solamente si este es reducido a menos del 50% del patrón de dispersión original. El patrón es principalmente influido por el tipo de cartucho disparado y el choke, o estrechamiento que normalmente se encuentra en la boca del cañón de una escopeta. Al cortar el extremo del cañón se retira el choke, que generalmente solo se extiende unos 5 cm (unas 2 pulgadas) hacia adentro desde la boca del cañón. Esto produce un cañón con ánima cilíndrica, que causa la más amplia dispersión hallada generalmente en los cañones de escopeta. Para un patrón de dispersión aún más amplio se pueden emplear "chokes esparcidores" especiales o "cargas esparcidoras", los cuales son diseñados para ampliar el esparcimiento de los perdigones.

## Empleo civil
En Reino Unido, Australia y Nueva Zelanda, donde las pistolas son difíciles de obtener, la escopeta recortada fue un protagonista casi común de los asaltos armados desde la década de 1960 hasta hoy, motivo por el cual la mayoría de las personas asocian esta arma con criminales. Sin embargo, en fechas recientes, las pistolas y réplicas de pistolas se han vuelto más disponibles en el Reino Unido a pesar del aumento de las restricciones legales sobre la posesión de pistolas por parte de civiles: las escopetas recortadas fueron empleadas en solo 157 asaltos armados de un total de 3727 asaltos en donde se utilizaron armas de fuego en Inglaterra y Gales entre 2004 y 2005, en comparación a los 2501 asaltos en donde se usaron pistolas.
La escopeta recortada con martillos visibles accionados manualmente y dos gatillos es conocida como lupara en Italia. Y a pesar de ser asociada con el crimen organizado, fue originalmente empleada por los campesinos y pastores sicilianos para proteger sus viñedos y rebaños. Yendo más lejos, en las zonas rurales del norte de la India es vista como un arma de autoridad y prestigio, siendo conocida como dunali (literalmente, "dos tubos"). Es especialmente común en  Bihar, Purvanchal, Uttar Pradesh, Haryana y Panyab.
El famoso Clyde Barrow modificó su escopeta semiautomática Browning A-5 recortando el cañón a la misma longitud del depósito tubular (haciéndola sumamente imprecisa) y acortando 5-6 pulgadas de la culata, haciéndola mucho más ocultable. Una pequeña correa de 10-12 pulgadas fue acoplada a ambos extremos de la culata del arma, pasada sobre el hombro y ocultando a esta entre el brazo y el pecho del tirador bajo su chaqueta, siendo transportada allí como una pistolera de hombro. La escopeta era rápidamente sacada y disparada desde el hombro en donde iba. Clyde la apodó "Whippit" (literalmente, azótalo), porque era capaz de emplearla con rapidez y facilidad.
En países como Colombia, Ecuador y Venezuela, los guardianes de seguridad privados, llamados guardas de seguridad o vigilantes, emplean escopetas de corredera recortadas. Por su sistema de recarga, se le da el nombre de changón, de fistol o pajizas.
El ligero peso de las escopetas de cañón corto, particularmente en configuraciones sin culata, lleva a que algunos tiradores empleen los cortos "minicartuchos" con menos perdigones y carga propulsora para tiro informal.